# Ein Mops zum Verlieben

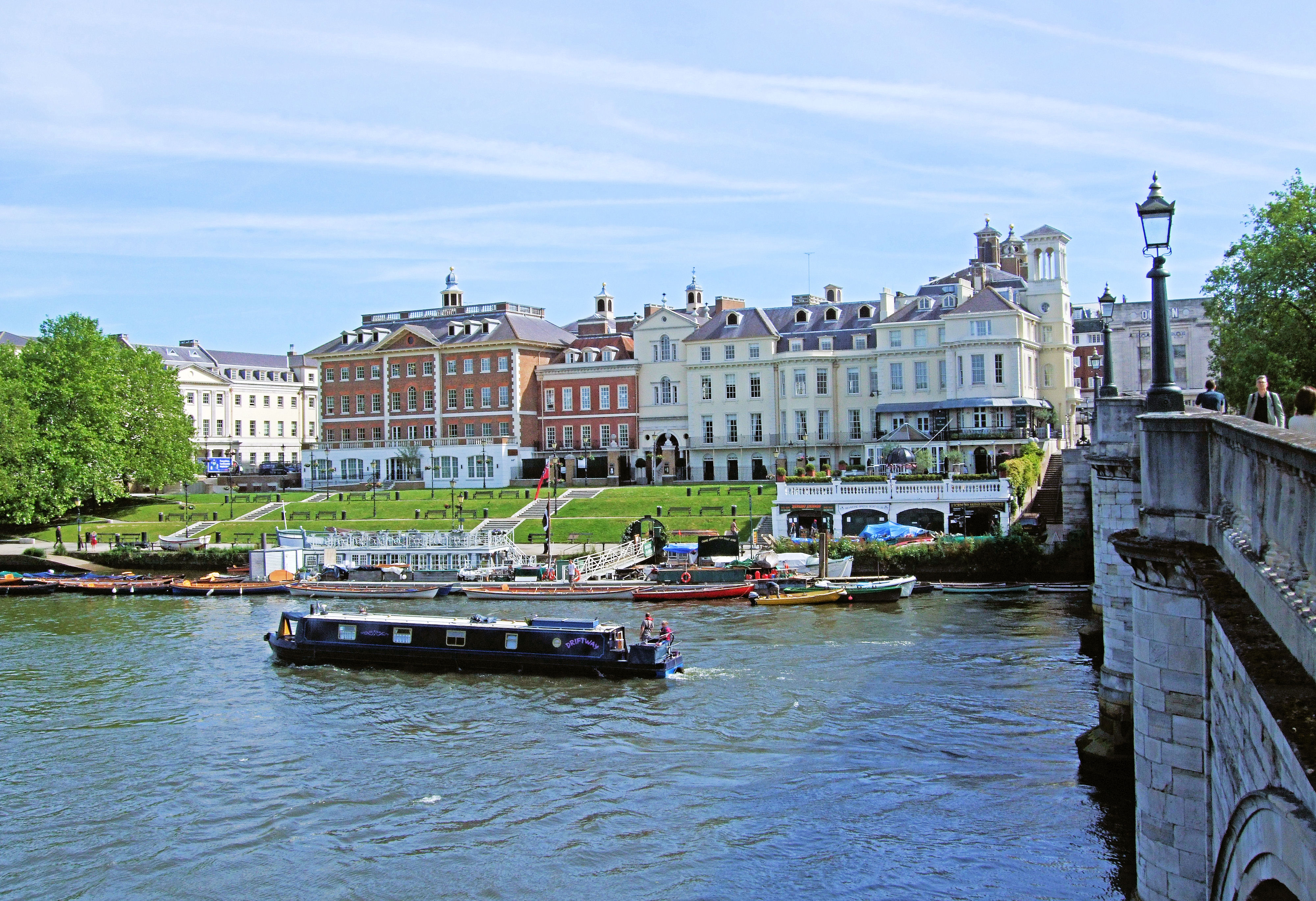
Szenen des Films wurden in Richmond gedreht (Drehort: Ufer der Themse an der Richmond Bridge)

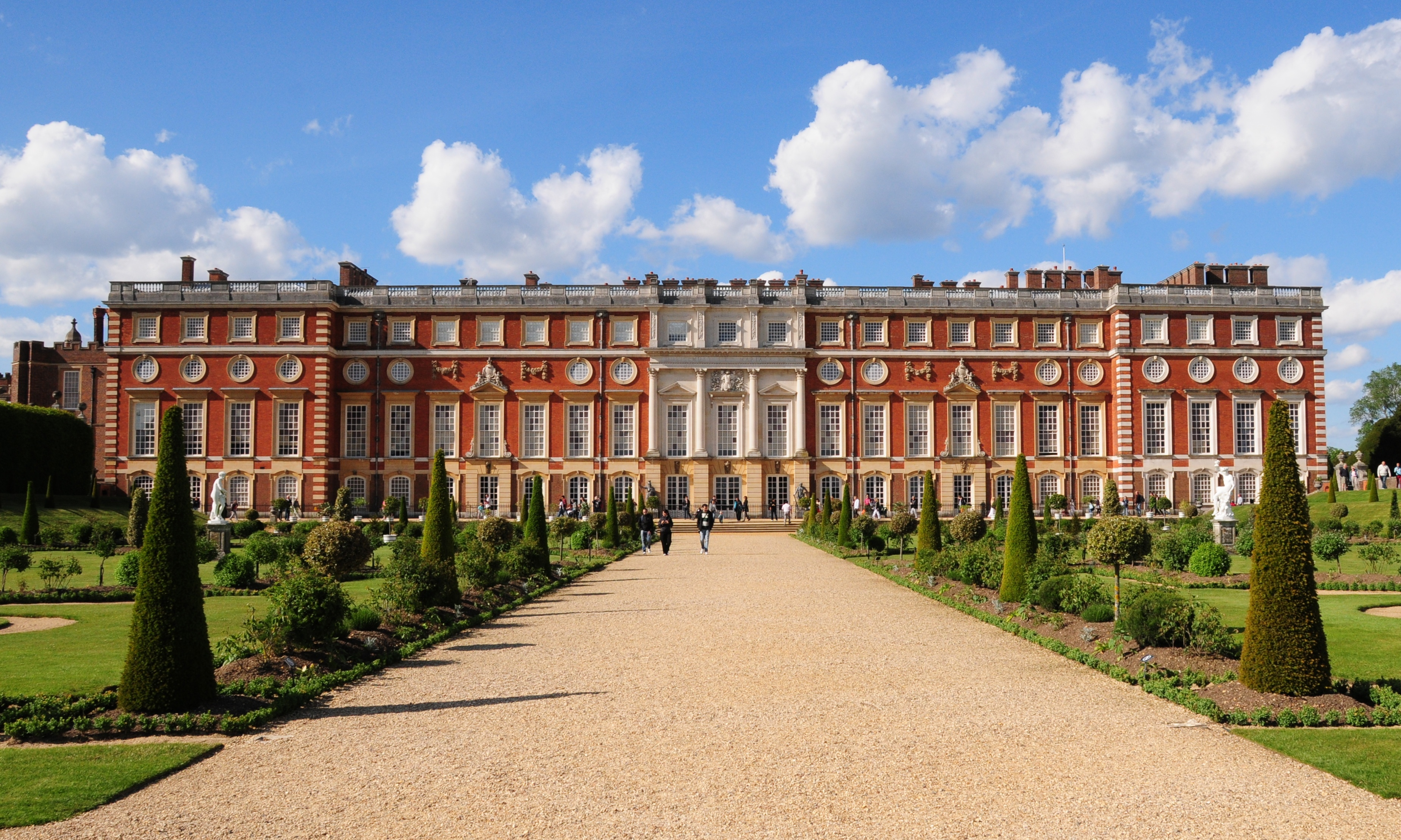
Beim Gassi gehen kommt Sarah weit herum (Drehort: Hampton Court Palace)

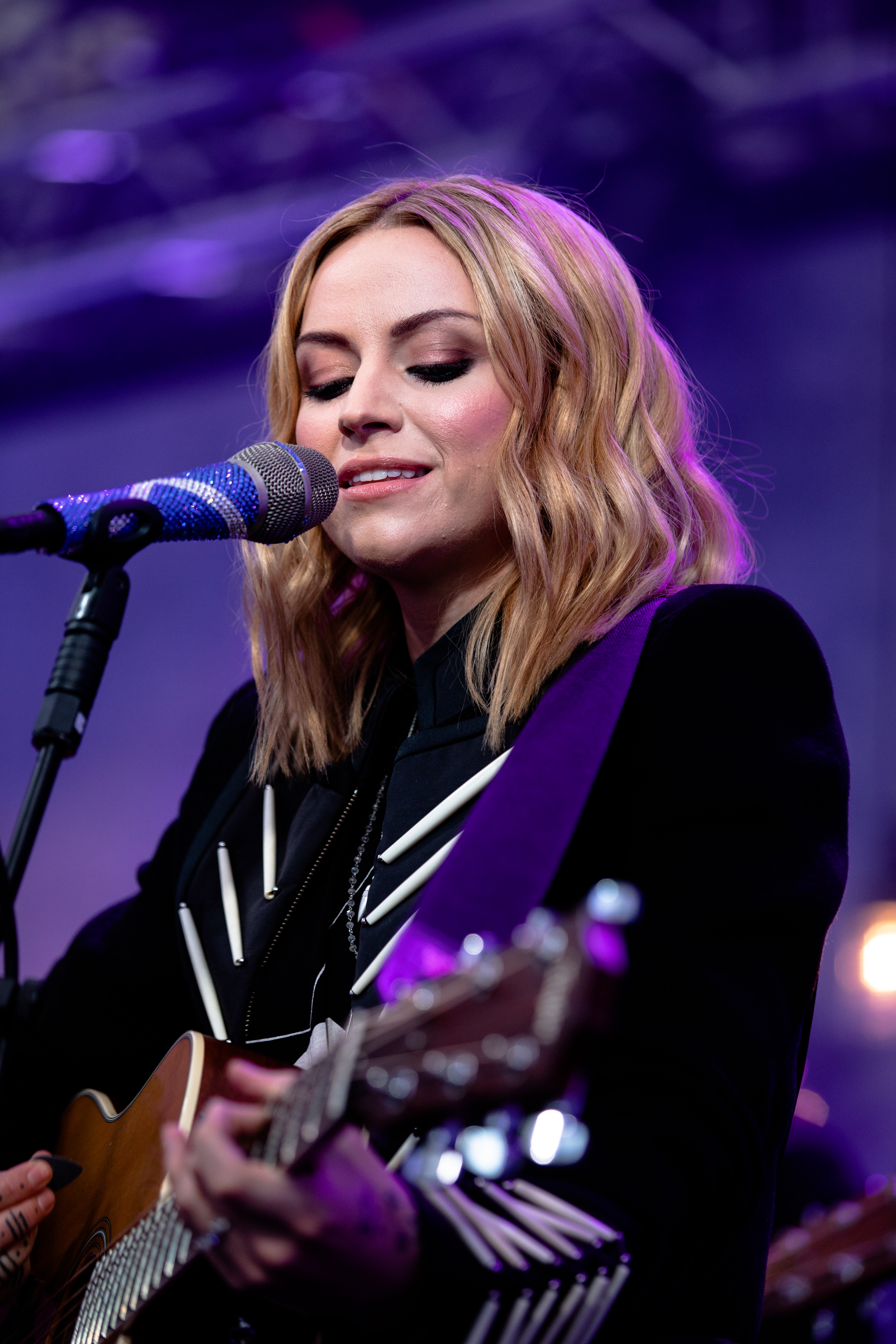
Amy Macdonald steuerte sieben Lieder zum Soundtrack bei (Foto aus dem Jahr 2018)

Ein Mops zum Verlieben (Originaltitel: Patrick) ist eine britische Komödie aus dem Jahr 2018 von Regisseurin Mandie Fletcher.

## Handlung
Sarah ist angehende Lehrerin und gerade von ihrem Freund verlassen worden. Als ihre Großmutter stirbt, bekommt sie deren wertvollsten Besitz vererbt – Mops Patrick. Dies stellt Sarah vor einige Herausforderungen. Sie ist nicht sonderlich erfahren im Umgang mit Hunden, und in ihrer Wohnung sind keine Haustiere erlaubt. Dass der verwöhnte Vierbeiner eher seinen eigenen Kopf durchsetzen will und nicht unbeaufsichtigt gelassen werden sollte, macht Sarahs Start in ihrer neuen Schule nicht einfacher. In der Schule muss sich Sarah zunächst Respekt erarbeiten, sowohl bei den Lehrkräften als auch bei den Schülern. Sportlehrerin Becky möchte Sportmuffel Sarah auch noch für einen Wohltätigkeitslauf über fünf Kilometer gewinnen.
Nach einigen Anlaufschwierigkeiten finden die Schüler Vertrauen in Sarah, und auch mit Patrick hat Sarah sich einigermaßen arrangiert. So lernt sie durch ihn im Park auch Männer kennen, unter anderen Tierarzt Oliver, der ziemlich von sich selbst überzeugt ist, und Ben, der deutlich bescheidener auftritt. Sarah kümmert sich um die Sorgen ihrer Schüler, insbesondere der begabten Vikki, deren Eltern sich getrennt haben. Becky trainiert Sarah für den Lauf und lässt sie im Hausboot ihres Bruders wohnen, nachdem Sarah wegen Patrick gekündigt wurde. Sarah kann ihre Schüler überzeugen, bei dem Lauf mitzumachen, und Oliver unterstützt sie großzügig. Kurz vor dem Lauf verirrt sich Patrick auf ein Boot und fährt als blinder Passagier ungeplant davon. Sarah und ihre Freunde suchen vergeblich nach dem Hund.
Sarah tritt bei dem Lauf an, quält sich über die Strecke und bricht kurz vor dem Ziel entkräftet zusammen. Sie sieht Patrick in der Menge, der nach Verlassen des Bootes wieder zurückgerannt ist. Angespornt durch Patrick und von Becky und Vikki gestützt, beendet Sarah den Lauf, sodass für den guten Zweck über eintausend Pfund erzielt werden können.
Sarah geht jetzt regelmäßig mit Patrick joggen, ihre Schüler bestehen alle die Jahresendprüfungen. Sie geht eine neue Beziehung mit Ben ein, gemeinsam mit seiner Tochter Vikki fahren sie mit dem Hausboot den Fluss hinunter.

## Synchronisation
Die deutsche Synchronisation übernahm die Metz-Neun Synchron. Das Dialogbuch schrieb Ingrid Metz-Neun, Dialogregie führte Jessica Fields.
| Rolle                 | Darsteller         | Synchronsprecher             |
| --------------------- | ------------------ | ---------------------------- |
| Sarah Francis         | Beattie Edmondson  | Fabienne Hesse               |
| Oliver                | Ed Skrein          | Manuel Straube               |
| Ben                   | Tom Bennett        | Peter Lehn                   |
| Becky                 | Emily Atack        | Demet Fey                    |
| Maureen               | Jennifer Saunders  | Monika Müller-Heusch         |
| Mr. Peters            | Adrian Scarborough | Renier Baaken                |
| Vikki                 | Emilia Jones       | Eleni Möller-Architektonidou |
| Eric, der Hausmeister | Roy Hudd           | Aart Veder                   |
| Albert                | Bernard Cribbins   | Gordon Piedesack             |
| Rosemary              | Cherie Lunghi      | Karin Dieck                  |
| Alan                  | Peter Davison      | Michael Deckner              |
| Celia                 | Gemma Jones        | Sylvia Heid                  |
| Direktorin Phillips   | Meera Syal         | Gabi Franke                  |

## Produktion
Gedreht wurde der Film im April 2017 an Orten in Chiswick, Richmond (London), Windsor (Berkshire) und High Wycombe. Einige Londoner Sehenswürdigkeiten sind im Film zu sehen, unter anderem die Royal Albert Hall oder Hampton Court Palace.
Die schottische Sängerin Amy Macdonald steuerte einen Großteil der Lieder für den Soundtrack bei. Laut Macdonalds Manager Chris Kiely sei Regisseurin Mandie Fletcher ein großer Fan der Sängerin. Da der Film die Botschaft von „Female Empowerment“ vermittle und Macdonald Hundeliebhaberin sei, kam ihnen die Idee, dass die Schottin beim Soundtrack mitwirken solle. Hierbei nahm die Sängerin drei neue Lieder (Woman Of The World, This Time’s Everything, Come Home), sowie eine Coverversion von Everlasting Love auf. Drei Lieder von zuvor veröffentlichten Alben komplettieren Macdonalds Beitrag (Life In A Beautiful Light, Down By The Water, Dream On).

## Rezeption

### Kritiken
Das Lexikon des internationalen Films gibt dem Film 2 von 5 Punkten. Es schreibt, der Film erinnere an die „Bridget Jones“-Reihe, wobei Hundefreunde angesprochen würde. Punkten würde Ein Mops zum Verlieben durch ein illustres Ensemble. Allerdings könne der Film nicht verbergen, dass der Plot ausgesprochen schlicht ablaufe und die Charaktere wenig Nuancen aufwiesen.
Oliver Armknecht sieht in seiner Kritik auf film-rezensionen.de einerseits gute Ansätze. So sei eine Stärke von Ein Mops zum Verlieben, den üblichen Weg solcher Frau-mit-Hund-trifft-Traummann-Filme zu verlassen, weil sich die Männer nicht als traumhaft entpuppten und Sarah es selbst nicht sei. Auch zeige die Komödie, dass eine Frau nicht unbedingt einen Mann zum Glücklichsein benötige. Sie würde durch den Hund gezwungen „rauszugehen, mit anderen zu interagieren, Verantwortung zu übernehmen, ihr Leben in den Griff zu bekommen.“ Andererseits zeige der Film „ärgerliche Zufälligkeiten, unnötige Wendungen und viele Klischees“. Letztendlich bleibe der Film als „kleines Alltagsmärchen“ zu fluffig und gehaltlos. Der Film erhält insgesamt 4 von 10 Punkten.

### Einspielergebnis
Der Film spielte weltweit ungefähr 3,4 Millionen US-Dollar ein.